# Бат-Ям
Бат-Ям (ивр. בַּת יָם‎ — дословно «дочь моря», возможно аббревиатура от ивр. בת ירושלים‎ — «дочь Иерусалима», также версия происхождения от ивр. בית וגן‎ (Bayit VeGan)— «Дом и сад») — город в Тель-Авивском округе Израиля на побережье Средиземного моря к югу от Яффы. Граничит с городами Холон, Ришон ле-Цион и Тель-Авив. Вместе с другими городами-спутниками он является частью Большого Тель-Авива. Жители в основном — представители восточных общин и русскоязычные выходцы из стран СНГ (репатрианты 1990-х гг. — 35 тыс. человек).
Город застроен в основном многоэтажными домами. В промышленной зоне Бат-Яма работают многочисленные предприятия, профиль которых — текстиль, металлообработка, типографское дело, оптовая торговля, пищевая промышленность и пр. В городе развита сфера услуг и торговли, а также обслуживания туристов. Многие жители Бат-Яма работают в других городах района Гуш-Дан.
В городской системе просвещения обучается почти 30 тысяч учеников. В Бат-Яме 119 детских садов, 28 начальных школ (1—6 классы), из которых 8 относятся к системе государственно-религиозного обучения; 5 общеобразовательных средних школ (7—12 классы) и 7 средних школ с технологическим уклоном.
Мэрия Бат-Яма развивает международные отношения с несколькими городами.

## История
В 1919 году ряд активистов движения «Мизрахи» основали компанию под названием «Дом и сад», с целью создать садовый религиозный район в Яффе. Первое название города было «Баит-ва-Ган» (Дом и Сад). Земля была приобретена в 1923 году для строительства пригородного квартала «Баит-ва-Ган». Основан в 1926 году состоятельными торговцами из Яффы, членами организации «Баит-ва-Ган». Население города значительно выросло в 1930-е годы за счёт репатриантов — беженцев из нацистской Германии. Первые дома в Бат-Яме были построены в 1926 году, однако жители были вынуждены временно их покинуть во время арабских беспорядков в 1929 году. В 1936 году решением местного совета поселение получило сегодняшнее название. Название символизирует как близость города к морю, так и связь со священным для евреев Иерусалимом (ивр. יָם‎ также служит сокращением от ירושלים‎). Поселение жестоко пострадало во время беспорядков и в 1936—1939 гг., а в начале войны за независимость было отрезано от других еврейских поселений. В 1950-е годах в Бат-Яме поселилось много новых репатриантов из Румынии, Турции и стран Магриба. В 1958 году поселение получило статус города.
15 июня 2025 года, в результате ракетного удара Ирана, здания в Бат-Яме, в том числе жилые, получили серьёзные повреждения. Телеканал Al Jazeera сообщил, что количество граждан Израиля, пострадавших при ночном обстреле со стороны Ирана, возросло до 240 человек, погибло шесть человек.

## Городское развитие
В 2016 году муниципалитет одобрил план городского обновления в районе Рамат-ха-Наси, добавив 950 элитных квартир.
По словам мэра Бат-Яма Цвики Брота, город ищет креативные решения для восстановления города и сохранения его экономической независимости. На береговой линии города вдоль побережья Средиземного моря расположено шесть пляжей и набережная протяжённостью 3,2 километра, которая соединяется с набережной Тель-Авива.
Согласно отчёту, опубликованному на сайте Ynet, Бат-Ям стал лидером по городскому обновлению в масштабах Израиля. Многие старые здания города находятся в стадии реконструкции с целью укрепления их фундаментов, добавления этажей и улучшения их внешнего вида, а десятки парков благоустраиваются и становятся доступными для посетителей с ограниченными возможностями.

## Культура и искусство
В самом сердце Бат-Яма находится комплекс из трёх музеев, называемый MoBY. Основное здание комплекса ― Музей современного искусства Давида Бен-Ари, основанное в 1961 году, а также художественный музей «Дом Иссахара Рыбака» и музей Шолома Аша. В музеях комплекса MoBY размещаются постоянные коллекции и проводятся образовательные программы.
- Музей современного искусства Давида Бен-Ари[15].
- Художественный музей «Дом Иссахара Рыбака»[16][17].
- Музей Шолома Аша[18], проведшего значительную часть своих последних двух лет в своём доме в Бат-Яме. Дом Шолема Аша в настоящее время является музеем и входит в музейный комплекс MoBY в Бат-Яме.
- Музей наследия Бат-Яма, расположенный в здании муниципальной библиотеки. В музее есть фотографии, документы и различные экспонаты по истории Бат-Яма в 1926—1948 годах, включая подробное описание положения города в Войне за независимость.
- Институт искусств Бат-Яма имени Якова Эпштейна.
- Здание мэрии Бат-Яма в форме перевернутой пирамиды в стиле брутализма, построенное 1960―1963 г.г.
- Площадь Защитников с памятником в память о защитниках города, павших в боях. В войну за независимость на этом месте находился оборонительный пункт под названием «Хашдера» или «Позиция короля Георга» (прежнее название бульвара Независимости).
- Амфитеатр Бат-Яма, построенный в 1960-х годах недалеко от пляжа, является местом проведения концертов и общественных мероприятий. Международный фестиваль уличных театров, крупнейший в Израиле фестиваль перформанса на открытом пространстве, является ежегодным летним мероприятием в Бат-Яме[19].
- Пляж Хасела (Скала), окруженный волнорезом, на котором летом в ранние утренние часы проводятся спортивные мероприятия, клоунады и представления.

## Образование
В 2008 году образовательная инициатива Weitzman-Albert, возглавляемая Джейн Гершон, женой модельера обуви Стюарта Вайцмана, инвестировала более 2 миллионов долларов в начальную школу Харэл в Бат-Яме, которая получила высшую награду Министерства образования за академические достижения и интеграцию иммигрантов.
В 2017 году процент учащихся старших классов, имеющих право на получение аттестата зрелости, достиг 86,3 % по сравнению со средним показателем по Израилю в 68,2 %. Число учащихся старших классов, сдающих пятибальный экзамен по математике, также растет благодаря программе, запущенной в 2015 году в сотрудничестве с Фондом Дональда Трампа и Всемирным еврейским союзом для поощрения выдающихся успехов в математике.

## Население
Численность населения Бат-Яма:
| Год  | Численность | +%       |
| ---- | ----------- | -------- |
| 1948 | 2300        | ―        |
| 1955 | 16000       | +595.7 % |
| 1961 | 31700       | +98.1 %  |
| 1972 | 100100      | +215.8 % |
| 1983 | 128700      | +28.6 %  |
| 1995 | 138500      | +7.6 %   |
| 2008 | 130300      | −5.9 %   |
| 2010 | 130400      | +0.1 %   |
| 2011 | 128200      | −1.7 %   |
| 2022 | 128465      | +0.2 %   |

Ежегодный прирост населения составляет 0,1 %.

## Районы Бат-Яма

### Рамат Йосеф
Назван в честь Иосифа Шпринцака. Расположен на самом высоком уровне в Бат Яме. На севере он граничит с районом Амидар, на юге — с Рамат-Ханаси, на востоке — с трассой Аялон. Этот район является одним из старейших в Бат-Яме, большинство его домов построено в 1950-х и 1960-х годах.

### Рамат-ха-Наси
Район в юго-восточной части города.

### Шиккун Амидар
Религиозно-традиционный район. В северо-западной части района расположена площадь Защитников, являющаяся главным торговым центром района и всего города.

### Баит-ва-Ган
Район в центре города, рядом с районом Рамат-Йосеф.

### Кирьят Бобов
Район, населённый бобовскими хасидами, возглавляемый зятем раввина Мейслиша, бобовского ребе. В районе есть синагога, талмуд-тора, небольшая иешива, большая иешива — все в одном здании; а также самая большая миква в Бат-Яме.

### Орот ха-Тора
Район религиозной сионистской общины «Конгрегация Орот ха-Тора», возглавляемой раввином Давидом Чай Ха-Коэном. Среди учреждений Конгрегации: синагога, высшая иешива «Иешива Нативот Исраэль» и Талмуд Тора Орот ха-Тора.

### Амидар
Религиозно-традиционный район, граничащий на западе с бульваром Ацмаут, на востоке — с шоссе Аялон, на юге — с районом «Новый иммигрант» (Ницана) и больницей Абарбанель, а на севере — с Яфо. На юго-западе района находится Площадь Мегиним («Защитников»), которая является торговым и транспортным центром района и всего города Бат-Ям.

## Пляжи Бат-Яма
Набережная Бат-Яма или пляжная линия Бат-Яма, проходит вдоль побережья Средиземного моря. 3,5-километровая прибрежная полоса примыкает к набережной Тель-Авива на севере и в основном используется для отдыха и развлечений и открыта для широкой публики, в основном как пляжи для купания, променад и парки.
В июле 2017 года пляжи Бат-Яма были названы Ynet одними из самых красивых пляжей Израиля.
Отдельные участки пляжа носят свои названия:
- «Морской дворец» («Sea Palace»)
- «Пляж серферов» («Surfers Beach»)
- «Иерусалимский пляж» («Jerusalem Beach»)
- «Берег трёх скал» («The Three Rocky Shores»)
- «Пляж Ле-Дугма» («Le-Dugma Beach»)
- «Ривьера» («The Riviera»)
- «Морской пляж» («Marina Beach»)
- «Пальмовый пляж» («Palm Beach»)
- «Шират Хаям» («Shirat Hayam») ― раздельное купание для мужчин и женщин
- «Тайский пляж» («Thai Beach»)
- «Пляж Аль-Галь» («Al Gal»)

В сентябре 2020 года издание Globes сообщило, что муниципалитет Бат-Яма подал заявку на получение разрешения на строительство новой пристани для яхт класса люкс.

## Транспорт

- Автобусный транспорт — в городе действует около 13 линий автобусной компании «Эгед», большинство из которых являются местными и соединяют Бат-Ям с Холоном и Ришон-ле-Ционом, а также 3 линии, соединяющие Бат-Ям с Тель-Авивом.
- Легкорельсовый транспорт — линия легкорельсового транспорта проходит по городу от конечной станции Ниссенбаум через Иерусалимский бульвар и шоссе Менахема Бегина в Тель-Авиве до Петах-Тиквы.
- Железнодорожный транспорт — железнодорожная линия Тель-Авив — Ашкелон проходит параллельно шоссе Аялон, отделяющему Бат-Ям от Холона. В черте города находятся станции Бат-Ям-Йосефталь и Бат-Ям-Комемиют.

## Главы города

### Главы местного совета
- Минц Бен Цион 1936—1937
- Бен Цион Исраэль[ивр.] 1937—1939
- Исраэль Рабинович Теомим[ивр.] 1939—1943
- Леваи Элиав[ивр.] 1943—1950
- Бен-Ари Давид 1950—1958

### Мэры

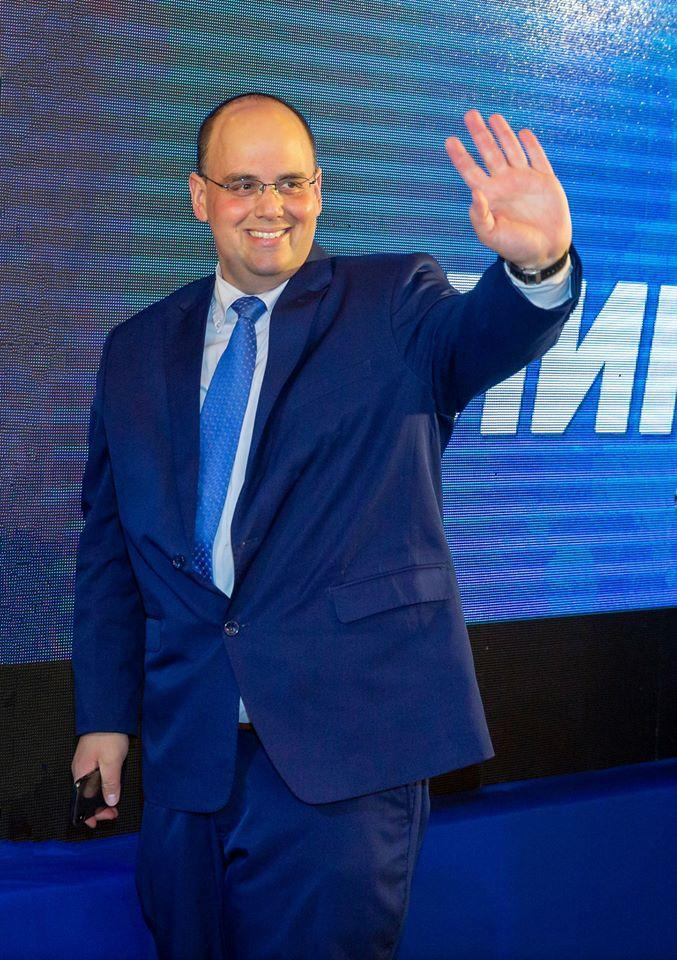
Мэр Бат-Яма Брот Цвика

- Бен-Ари Давид[ивр.] 1958—1964
- Ротшильд Менахем[ивр.] 1964—1973
- Валкер Ицхак[ивр.] 1973—1977
- Месика Давид 1977—1978
- Ротшильд Менахем 1978—1983
- Кинамон Эхуд[ивр.] 1983—1993
- Саги Йехошуа 1993—2003
- Лахиани Шломо[англ.] 2003—2014
- Бахар Йоси[ивр.] 2014—2018
- Цвика Брот[англ.] 2018 — настоящее время

## Известные жители
- Михаэль Баркаи
- Эли Коэн
- Меир Даган
- Давид Д’Ор
- Рита Кац
- Ахиноам Нини
- Сергей Рихтер
- Галь Шиш
- Ицик Зохар
- Яков Эпштейн

## Города-побратимы
- Ливорно, Италия
- Нойкёльн, Германия
- Вийёрбан, Франция
- Вальпараисо, Чили
- Аурих, Германия
- Крагуевац, Сербия
- Кутно, Польша
- Винница, Украина
- Кострома, Россия

## Галерея

Панорама Бат-Яма
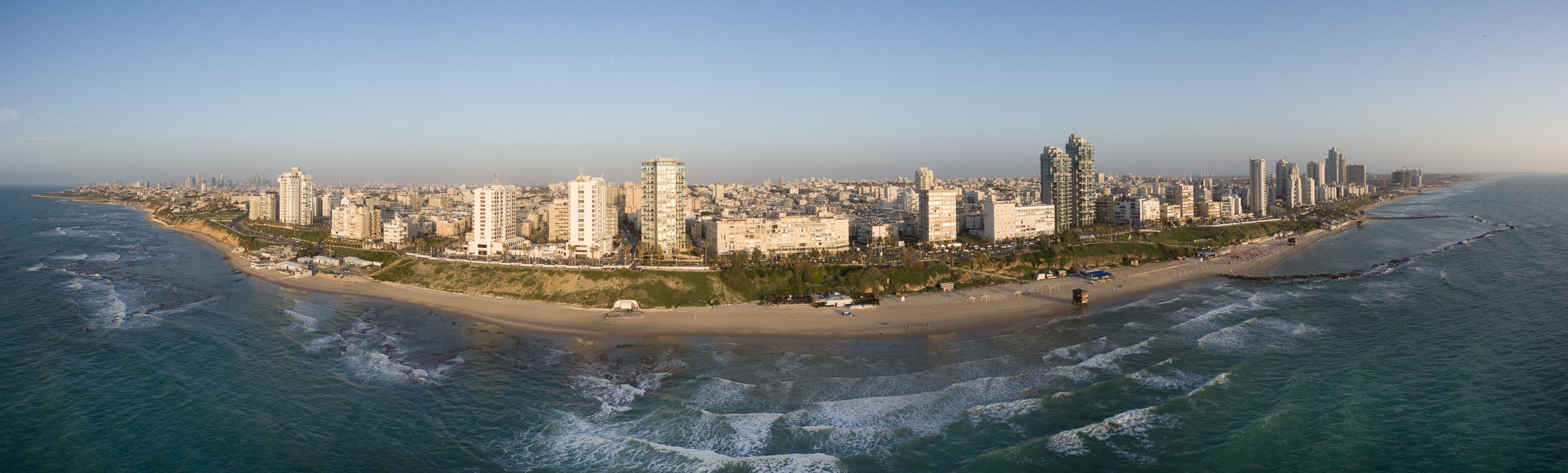
Панорама Бат-Яма со стороны пляжей
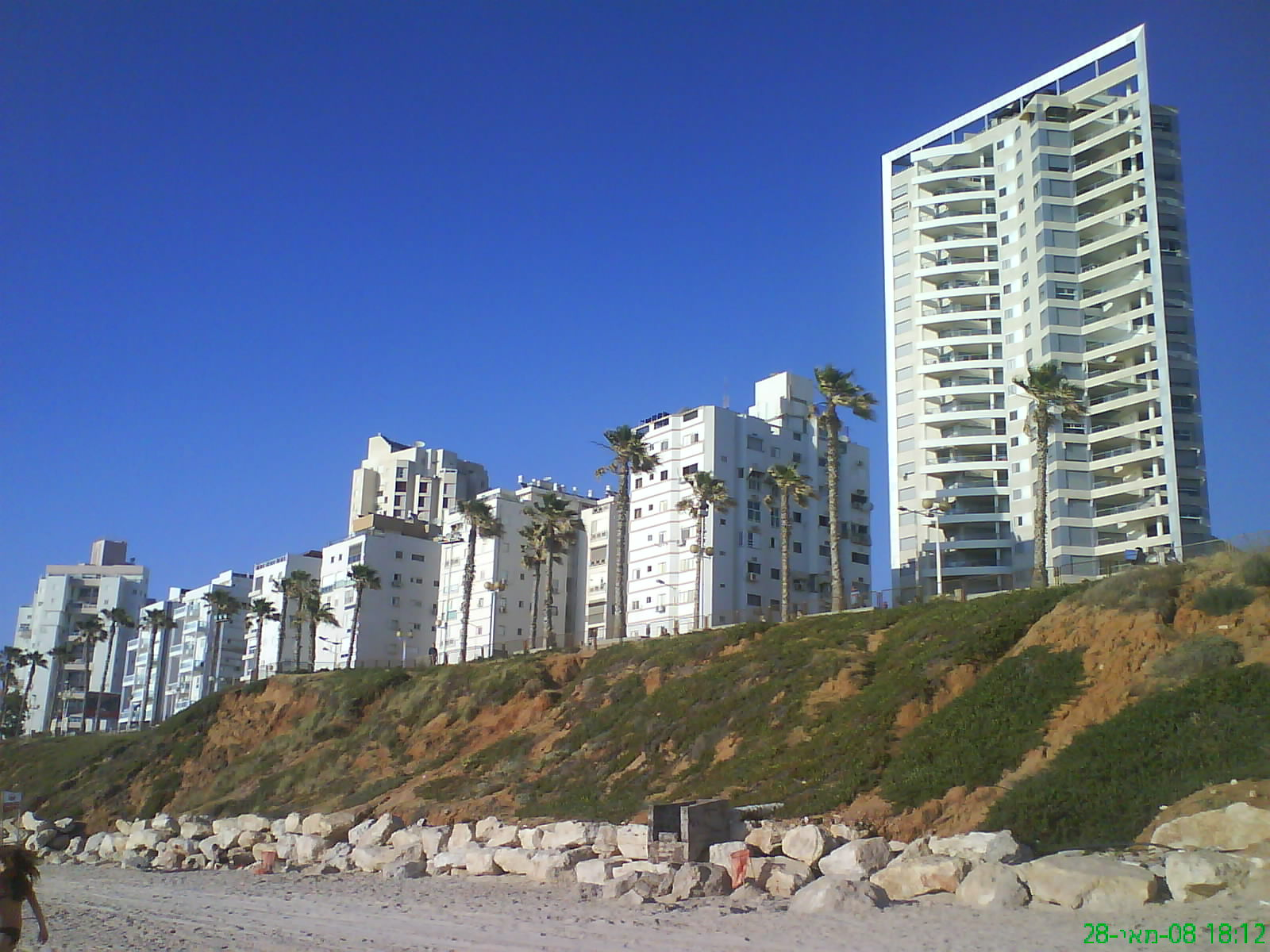
Вид на Бат-Ям с моря
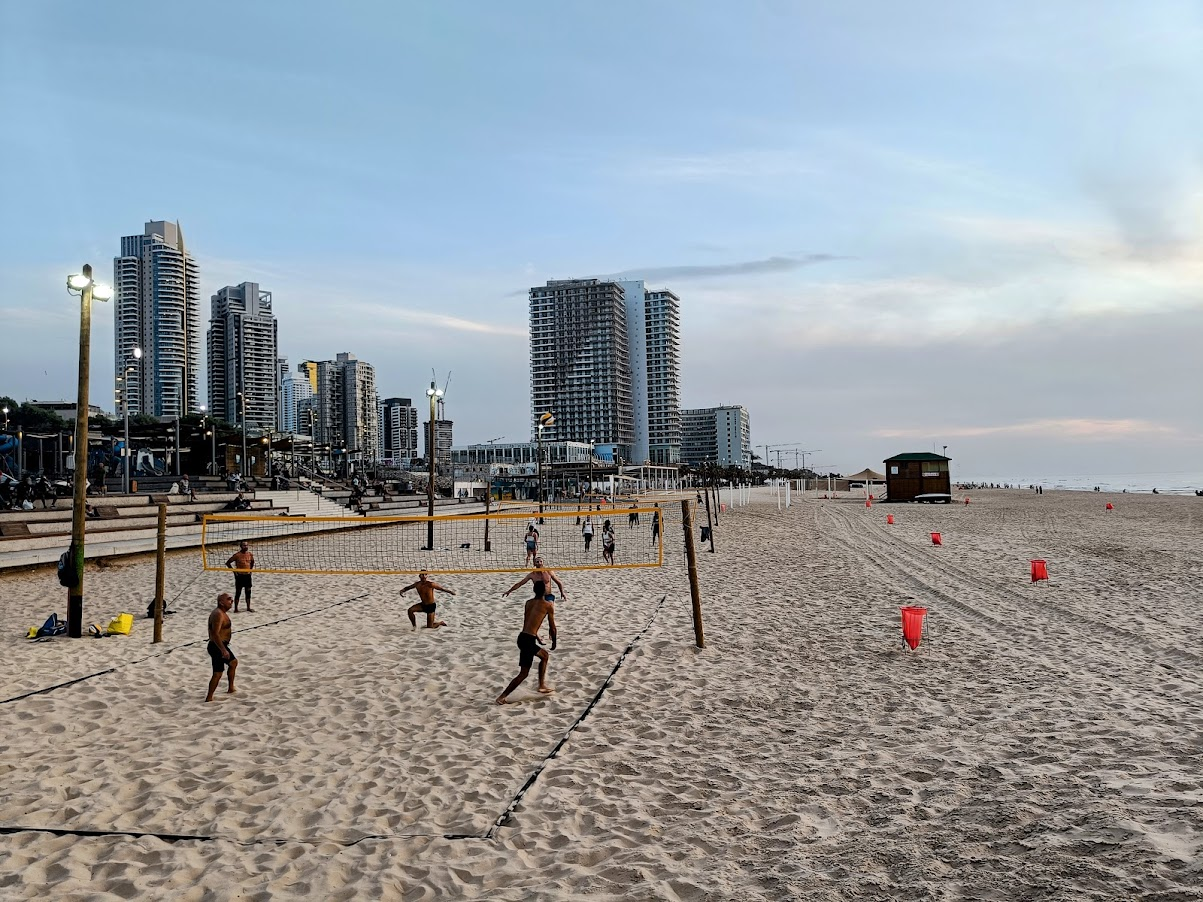
Игра в пляжный волейбол в Бат-Яме
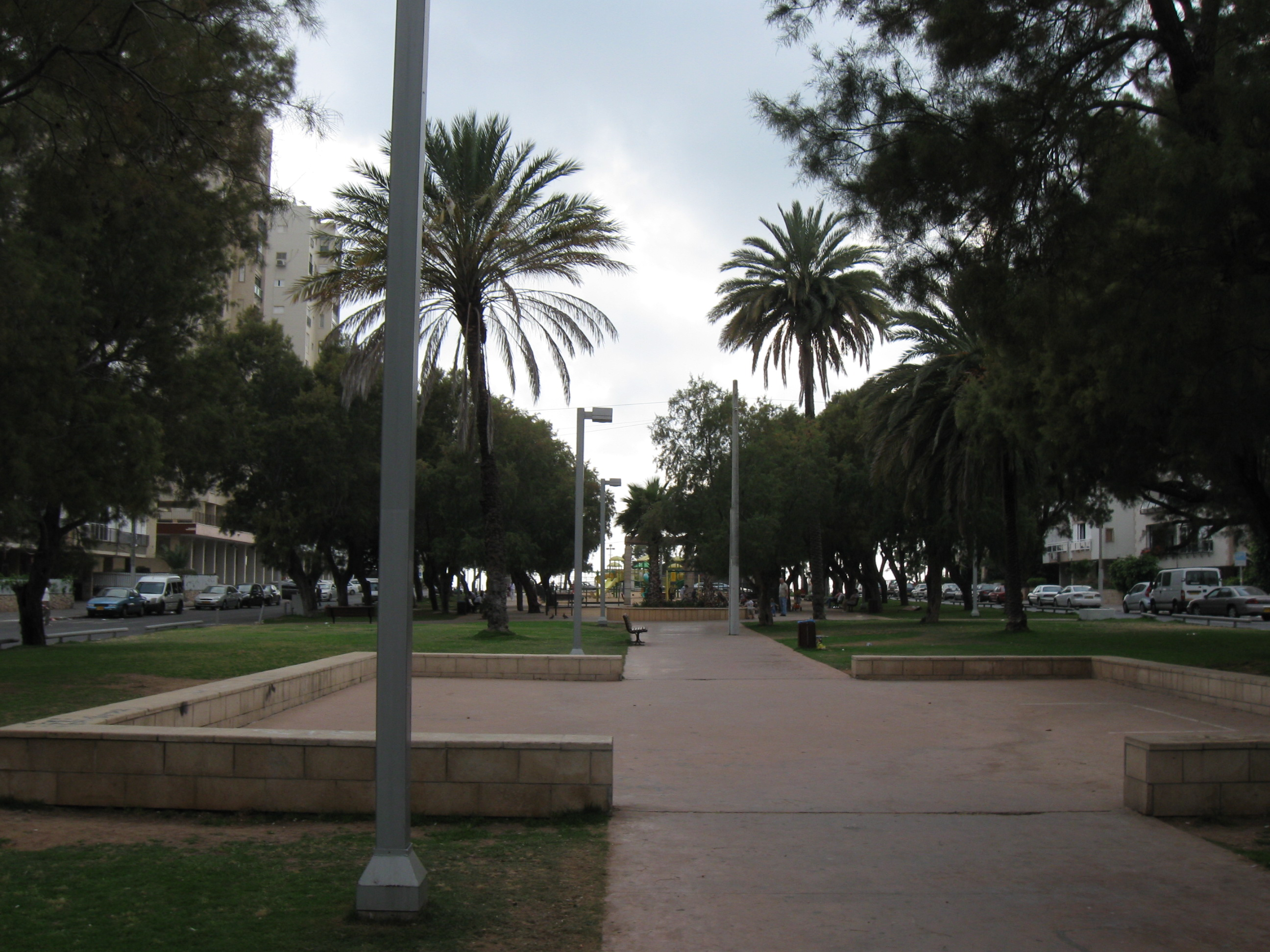
Проспект Ха-Ацмаут
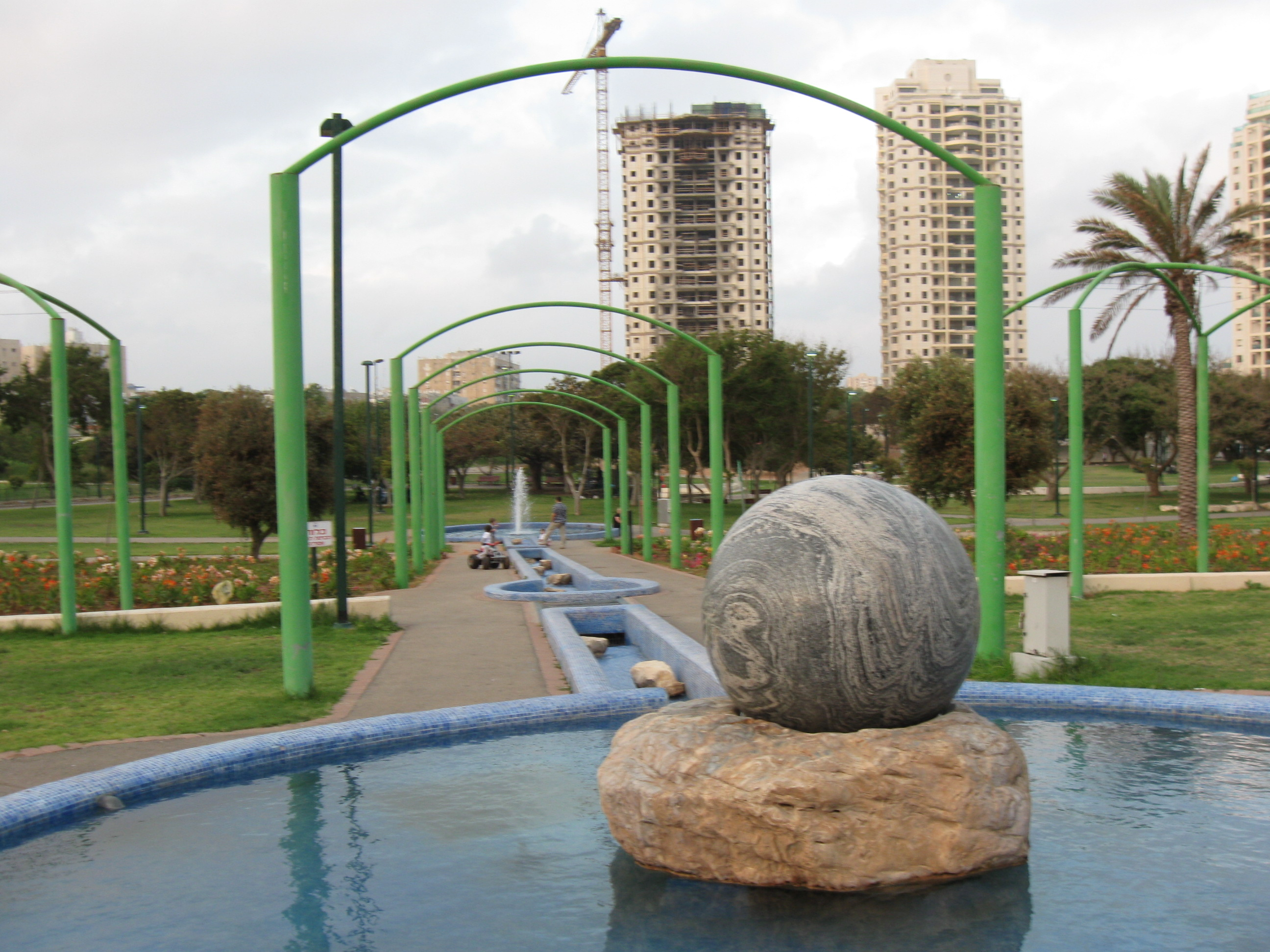
Городской парк
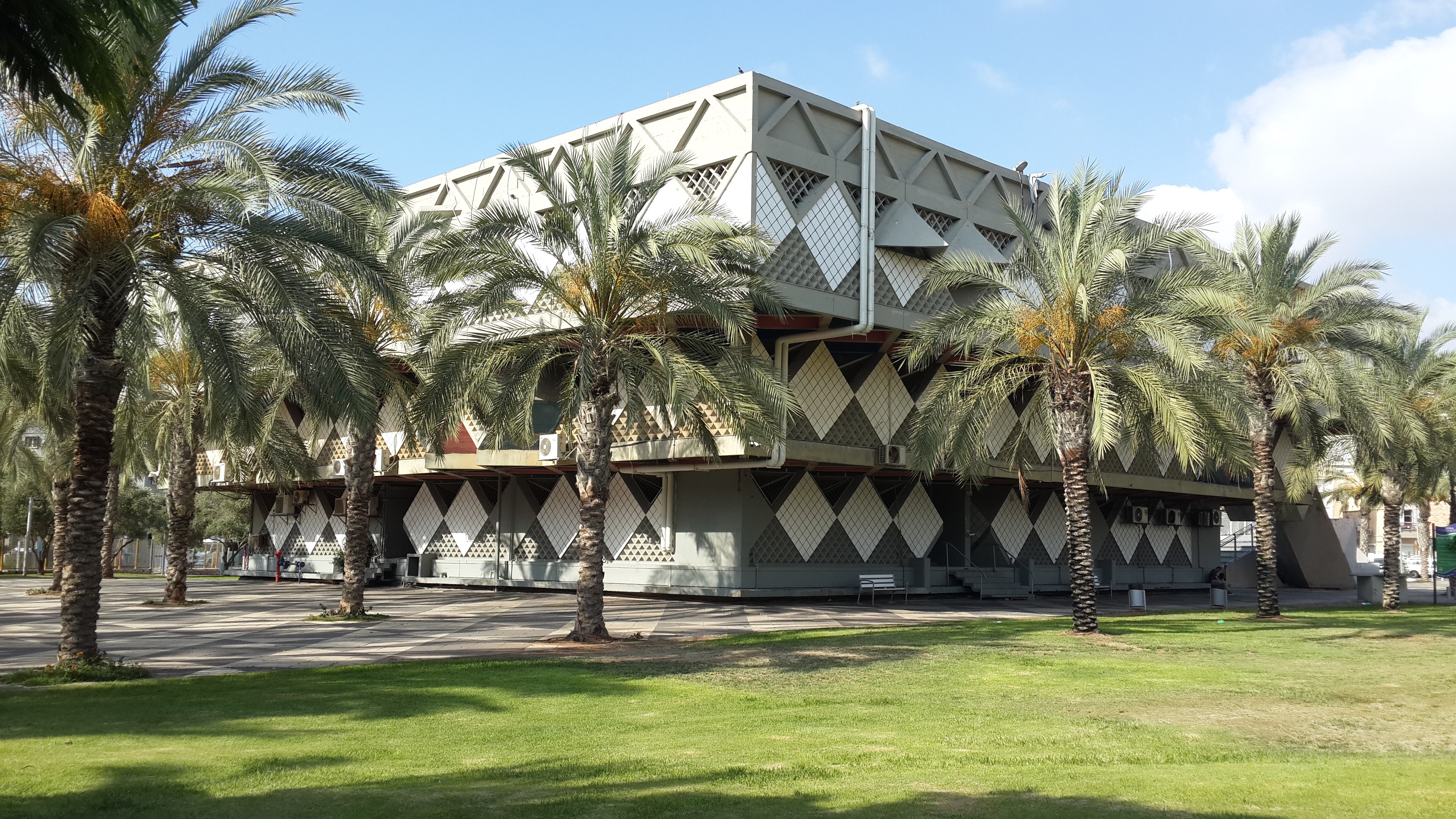
Здание мэрии
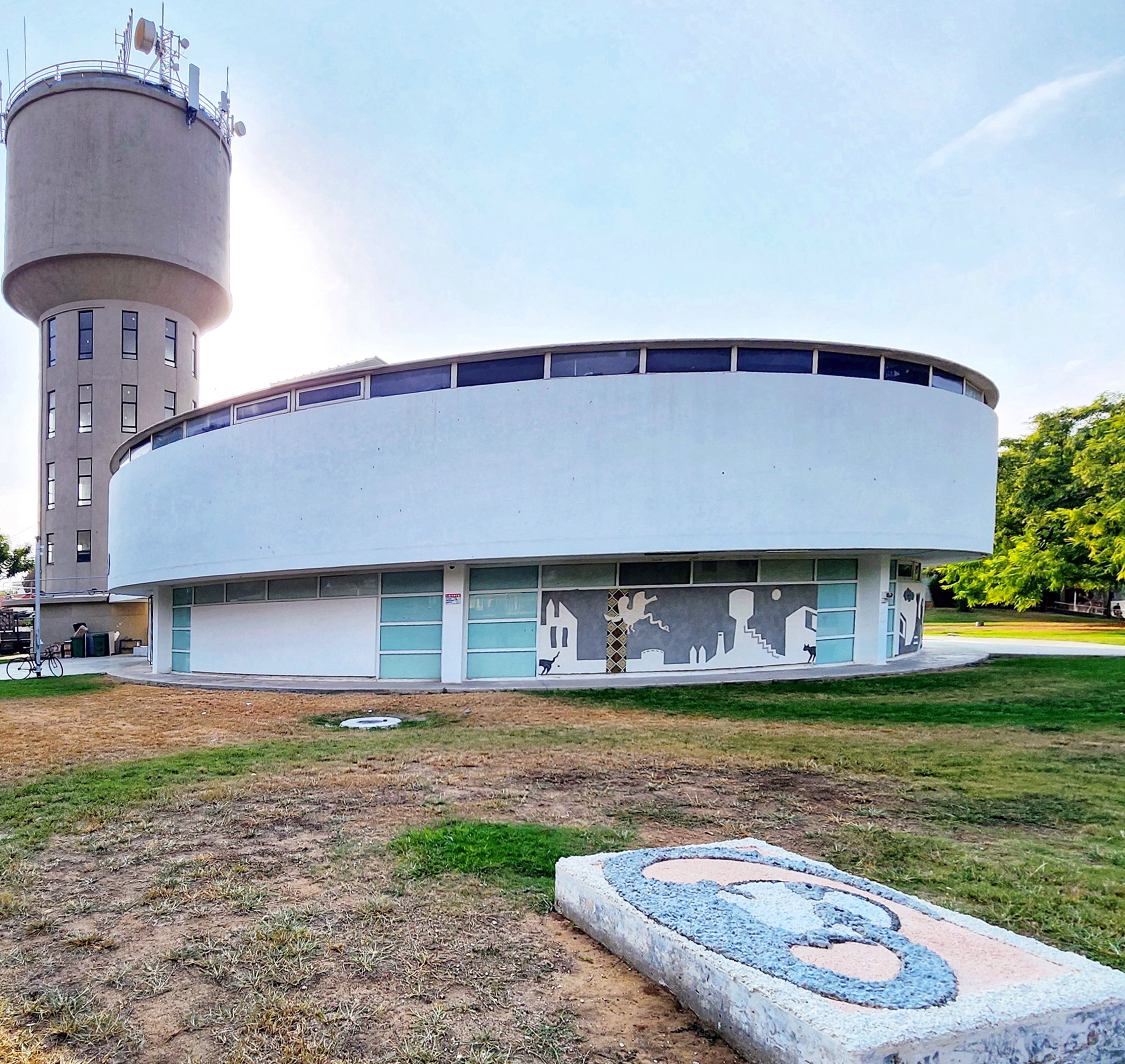
Художественная галерея
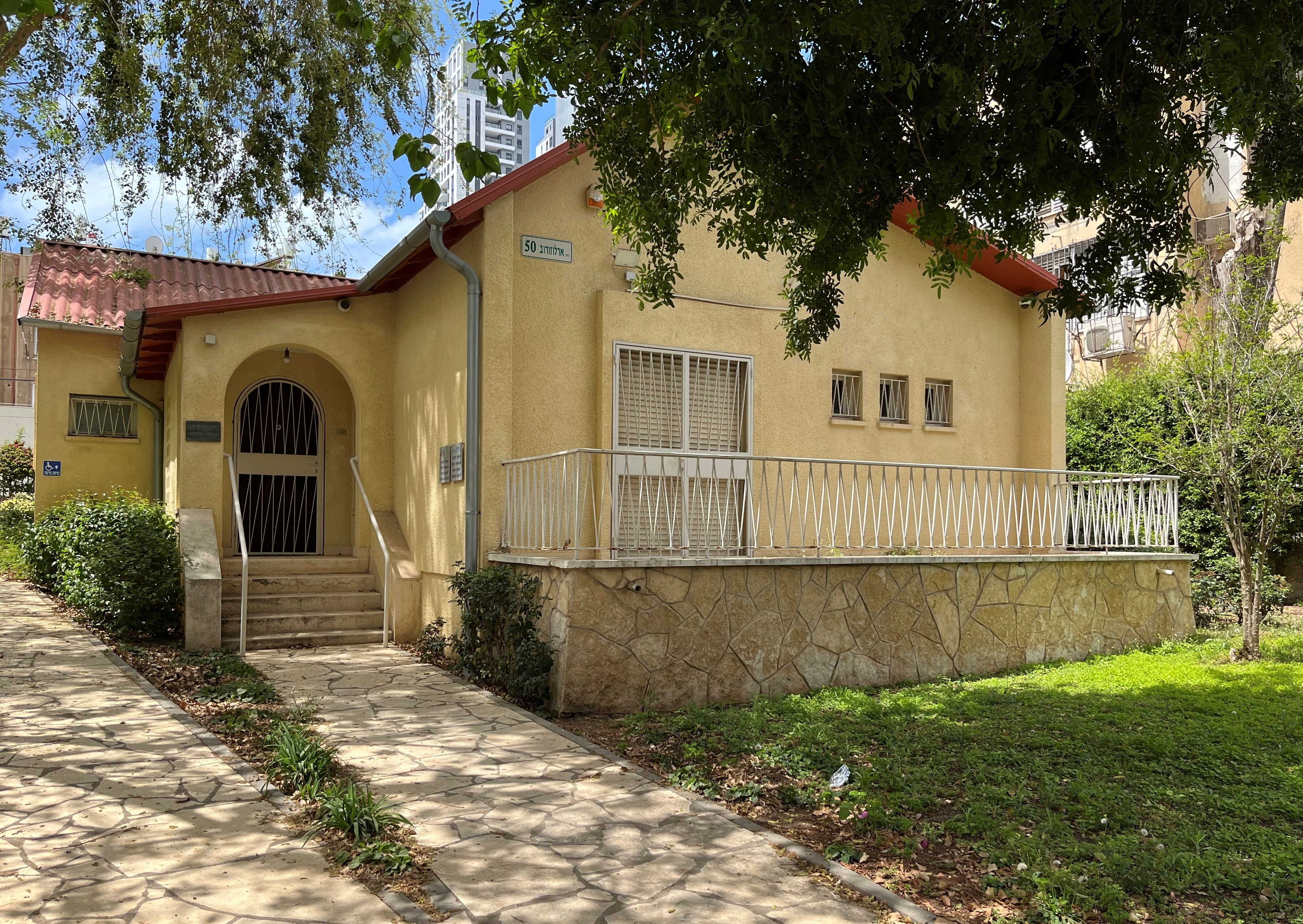
Музей Шолома Аша
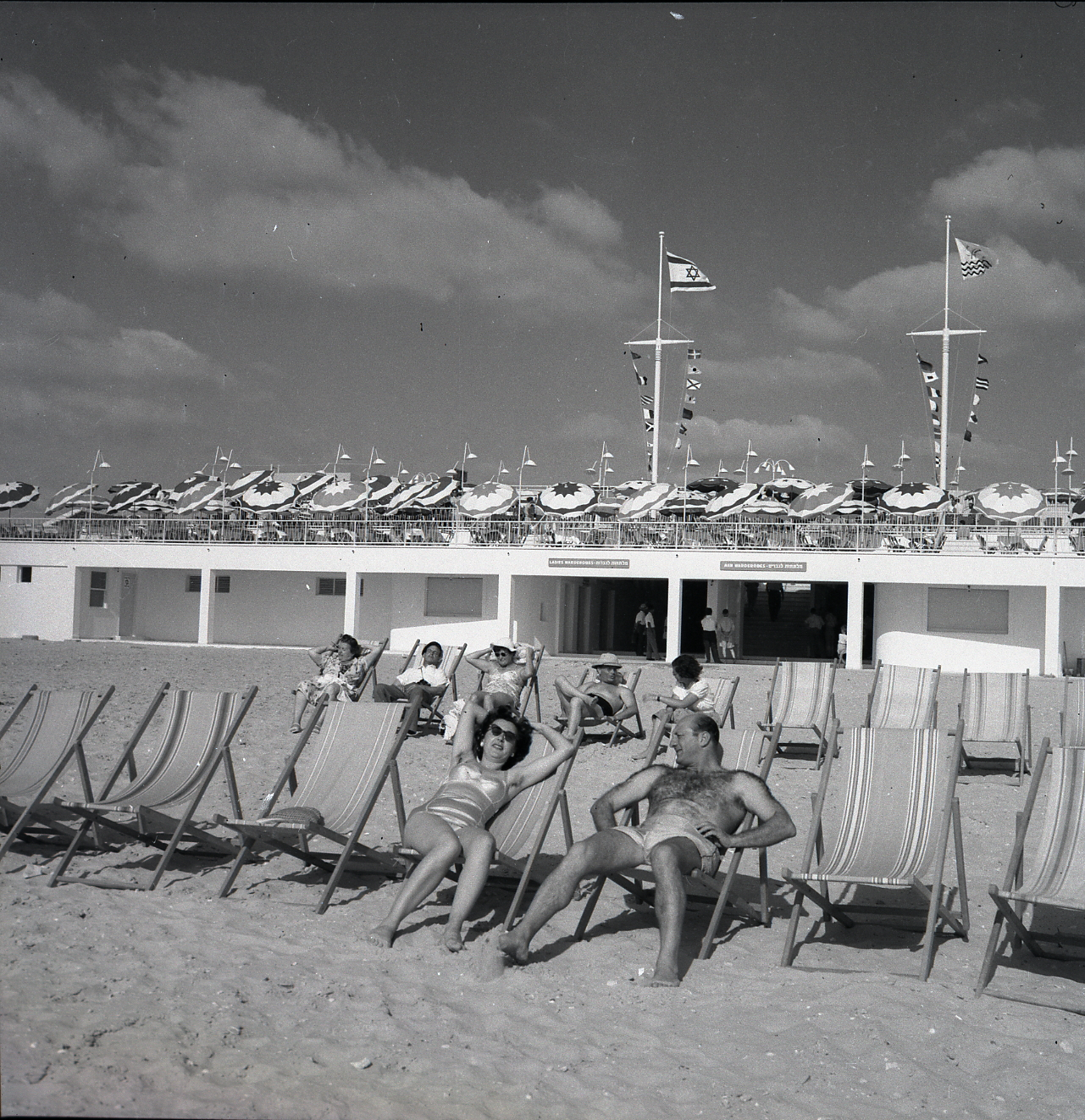
Пляж Бат-Яма в 1953 году